# Italo Santelli
Italo Santelli (n. 15 august 1866, Carrodano, Liguria, Italia – d. 8 februarie 1945, Livorno, Italia) a fost un profesor de scrimă italian specializat pe sabie, laureat cu argint la Jocurile Olimpice din 1900 de la Paris. Este considerat tatăl sabiei moderne. Printre elevi sai s-au numărat campionii maghiari János Garay, Gyula Glykais, Aladár Gerevich, Endre Kabos, Attila Petschauer și Sándor Pósta.

## Carieră
Înrolat în armată, unde s-a apucat de scrimă, și-a perfecționat tehnica împreună cu Agesilao Greco la Școala magistrală militară de scrimă din Roma, apoi la Școala de aplicație din Firenze, unde a studiat sub îndrumarea lui Carlo Pessina și lui Giuseppe Radaelli. În 1896 a participat la un turneu de sabie din cadrul Expoziției Mileniului regatului maghiar. Santelli a câștigat turneul, șapte dintre cei opt participanți la faza finală fiind italieni. După competiția a fost invitat oficial de Ministerul de Război să învețe sabia în Ungaria. 
A participat la Jocurile Olimpice de vară din 1900 de la Paris. La proba de floretă pentru maeștrii s-a clasat pe locul 7. La cea de sabie maestri a fost depășit numai de un alt italian, Antonio Conte, cucerind medalia de argint. S-a întors la Paris pentru ediția olimpică din 1924, de data asta ca antrenor Ungariei.
A modificat profund stilul maghiar, cu un sabie mai ușor și accent pe deplasările. Împreună cu maeștrii maghiari László Borsody și László Gerencsér a impulsionat înființarea Institutului Regal de Sport „Miklós Toldi” și a asigurat dominația Ungariei în probele olimpice de sabie din 1924 până în 1964.